# Ali Ersan Duru
Ali Ersan Duru (Ankara, 19 settembre 1984) è un attore turco, noto per aver interpretato il ruolo di Efe Akman nella serie Love Is in the Air (Sen Çal Kapımı).

## Biografia
Ali Ersan Duru è nato il 19 settembre 1984 ad Ankara (Turchia), all'età di diciotto anni ha iniziato a coltivare la passione per la recitazione. Suo padre è di Kızılcahamamlı, mentre sua madre è di Rize.

## Carriera
Ali Ersan Duru si è laureato presso il dipartimento di finanza dell'Università Osmangazi. Nello stesso periodo inizia la sua carriera teatrale amatoriale. Ha iniziato a lavorare con l'Osmangazi University Theatre Group. Ha ricevuto la sua prima formazione di recitazione presso Diyalog Sanat nel 2008. Successivamente si è unito al Şahika Tekand Studio Players, dove ha ricevuto una formazione teatrale di tre anni.
Successivamente ha recitato in varie serie televisive come nel 2010 in Lale Devri, nel 2011 Başrolde Aşk e in Hayat Devam Ediyor, nel 2013 in Yağmurdan Kaçarken e in Bugünün Saraylısı, nel 2013 in Gönül İşleri, nel 2015 in Aşk Zamanı, nel 2016 in Şahane Damat, nel 2018 in Kalbimin Sultanı, nel 2019 in Diriliş Ertuğrul e Sen Anlat Karadeniz. Nel 2020 ha interpretato il ruolo di Efe Akman nella serie Love Is in the Air (Sen Çal Kapımı). Nel 2022 ha recitato nella serie Teskilat-i Mahsusa Trablus e nel film Burçlar Filmi diretto da Devrim Yalçin.

## Filmografia

### Cinema
- Burçlar Filmi, regia di Devrim Yalçin (2022)

### Televisione
- Lale Devri – serie TV (2010)
- Başrolde Aşk – serie TV (2011)
- Hayat Devam Ediyor – serie TV (2011)
- Yağmurdan Kaçarken – serie TV (2013)
- Bugünün Saraylısı – serie TV (2013)
- Gönül İşleri – serie TV (2014)
- Aşk Zamanı – serie TV (2015)
- Şahane Damat – serie TV (2016)
- Kalbimin Sultanı – serie TV (2018)
- Diriliş Ertuğrul – serie TV (2019)
- Sen Anlat Karadeniz – serie TV (2019)
- Love Is in the Air (Sen Çal Kapımı) – serie TV (2020)
- Teskilat-i Mahsusa Trablus – serie TV (2022)

## Doppiatori italiani
Nelle versioni in italiano dei suoi film e delle sue serie TV, Ali Ersan Duru è stato doppiato da:
- Raffaele Carpentieri[20] in Love Is in the Air[21]